# Oryctes
Oryctes — рід пластинчатовусих жуків підродини (іноді виокремлюють у родину) жуків-носорогів. Рід об'єднує більше 40 видів комах середнього й великого розміру. Ці жуки поширені в Старому Світі, переважно в тропічних та субтропічних регіонах. Особливо багатою на жуків Oryctes є фауна субсахарської Африки та Мадагаскару. Серед видів роду є декілька шкідників сільського господарства, які пошкоджують плодові дерева, переважно тропічні.

## Опис
Рід Oryctes належить до триби Oryctini, види якої відрізняються від близької триби Pentodonini  зубчастою або лопатеподібною верхівкою задньої гомілки. 
Розміри жуків від середнього до великого. Тіло досить опукле, забарвлення від каштаново-брунатного до майже чорного. На лобі в самця розташований різного розміру ріг, у самиць натомість є невеликий горбок, у деяких видів - невеликий ріжок. Мандибули без зазубрин. Антени 10-членикові, 3 останні утворюють невелику булаву.
На передньоспинці самця знаходяться горби чи вирости, під якими є вгин або ямка. У самиці повторюється подібна будова, але більш тонко, менш виразно. Надкрила гладенькі. Передні гомілки з трьома, рідше чотирма зубцями на зовнішньому краю. Задні гомілки з двома або трьома зубцями, іноді з лопатями. Кігтики прості та симетричні. Пропігідій зі стридуляційними борозенками.

## Таксономія
Рід вперше запропоновано німецьким ентомологом Йоганном Іллігером у його праці «Довідник жуків Пруссії» (нім. Verzeichniß der Käfer Preußens), яку було надруковано 1798 року. Цей рід було створено для європейського жука-носорога, якому Карл Лінней дав назву Scarabaeus nasicornis. Назву роду Іллігер запозичив з дав.-гр. όρύχτης, що значить «той, що копає».

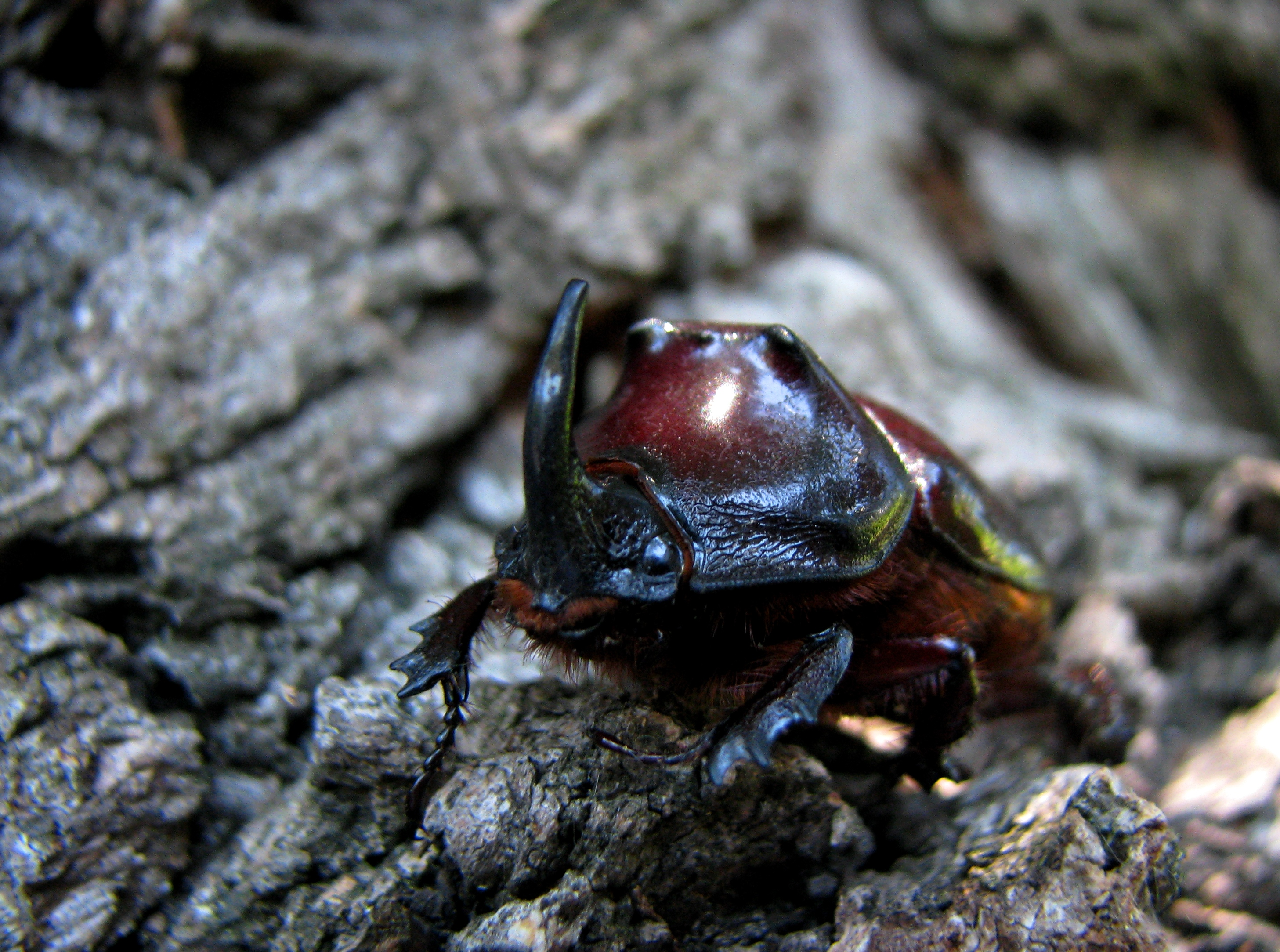
Типовий вид роду Oryctes nasicornis

Типовим видом, таким чином є Oryctes nasicornis.
Рід розділяють на 6 підродів:
- Oryctes
  - Oryctes nasicornis (Linne, 1758)
  - Oryctes prolixus Wollaston, 1864
- Eremoryctes Semenov et Medvedev, 1932
  - Oryctes ata (Semenov et Medvedev, 1932)
- Rykanes Minck, 1916
  - Oryctes erebus Burmeister, 1847
  - Oryctes gracilis Prell, 1934
  - Oryctes ohausi Minck, 1913
  - Oryctes curvicornis Sternberg, 1910
  - Oryctes latecavatus Fairmaire, 1891
  - Oryctes capucinus Arrow, 1937
  - Oryctes owariensis Beauvais, 1807
  - Oryctes gigas Castelnau, 1840
  - Oryctes rhinoceros (Linne, 1758)
  - Oryctes nudicauda Arrow, 1910
  - Oryctes gnu Mohnike, 1874
  - Oryctes centaurus Sternberg, 1910
  - Oryctes heros Endrodi, 1973
- Rykanoryctes Minck, 1916
  - Oryctes elegans Prell, 1914
  - Oryctes agamemnon Burmeister, 1847
  - Oryctes richteri Petrovitz, 1958
  - Oryctes sahariensis de Mire, 1960

## Значення для людини
Перші відомі зображення жука роду Oryctes — це 10-сантиметрові теракотові фігурки з Криту часів мінойської культури. Деталі фігурок вказують на те, що митець добре відрізняв жуків цього роду від інших однорогих жуків (наприклад від копрів). Жука-носорога зобразив на одній зі своїй гравюр 1590 року фламандський живописець Йоріс Хуфнагель.
Декілька видів є шкідниками сільського господарства. Найнебезпечнішим для культурних пальмових дерев у Південній Азії є Oryctes rhinoceros, а у Північній Африці та на Близькому Сході фінікові пальми пошкоджує Oryctes agamemnon.